# 1960年スコーバレーオリンピックのポーランド選手団
1960年スコーバレーオリンピックのポーランド選手団（1960ねんスコーバレーオリンピックのポーランドせんしゅだん）は、1960年2月18日から2月28日までアメリカ合衆国のスコーバレーで開催された1960年スコーバレーオリンピックのポーランド選手団、およびその競技結果。

## 概要
今大会は銀メダル1個、銅メダル1個の合計2個のメダルを獲得した。
スピードスケート女子1500mでエルビラ・セロチンスカが銀メダル、ヘレナ・ピレイチクが銅メダルを獲得、ともに冬季オリンピックポーランド女子初のメダリストとなった。

## メダル
| メダル | 選手名                 | 競技             | 種目      |
| ------ | ---------------------- | ---------------- | --------- |
| 銀     | エルビラ・セロチンスカ | スピードスケート | 女子1500m |
| 銅     | ヘレナ・ピレイチク     | スピードスケート | 女子1500m |